# Tres Arroyos
Tres Arroyos er en by i det østlige Argentina med ca. 62.835 (2022) indbyggere. Byen ligger midt i Argentinas pampas, 580 km syd for Buenos Aires.
Tres Arroyos er beliggende i provinsen Buenos Aires og er desuden hovedsæde for amtet Partido de Tres Arroyos, som har ca. 62.000 indbyggere og et areal på 5,681 km².

## Historie
Byen blev grundlagt den 24. april 1884 . Ved en folketælling i 1902 boede der 670 personer i Tres Arroyos, hvor der efterhånden var opstået en lille by med diverse faciliteter.

## Danske indvandrere
De danske indvandrere i og omkring Tres Arroyos var langt overvejende landbrugere og derfor bosat i campen (fra spansk "campo, der betyder "landet") mellem de to amtshovedstæder Tres Arroyos og Coronel Dorrego. Koncentrationen af danskere var størst omkring stationsbyerne Cascallares, Irene, Aparicio, Oriente, Orense og Copetonas. Områdets danske skole var en kostskole midt ude på landet, nær Cascallares.
Tres Arroyos har mange efterkommere af danske indvandrere. Byen har en dansk klub, dansk skole ca. 20 km fra byen og et dansk alderdomshjem.
Efter hundrede år taler kun den ældre del af efterkommerne af de danske indvandrere i Tres Arroyos dansk, de yngre stort set kun spansk.
I Tres Arroyos findes den eneste danske kirkegård uden for Danmark samt et kapel, der i dag også bruges til gudstjenester, bryllupper, dåb og lignende af den danske menighed.
Den danske lutheranske menighed i Tres Arroyos blev stiftet den 1. maj 1901 og har ca. 600 medlemmer som er bosat i den såkaldte dansker-trekant, der ligger mellem byerne Tres Arroyos, Tandil og Necochea. Menigheden er medlem af Danske Sømands- og Udlandskirker.
- Det danske kapel